# Judit Varga
Judit Varga (Miskolc, 10 settembre 1980) è una politica e avvocato ungherese, dal luglio 2019 fino alle sue dimissioni nel giugno 2023 Ministro della Giustizia nei governi Orbán IV e V. Nel 2022 è stata eletta all'Assemblea nazionale per poi dimettersi nel febbraio 2024, annunciando il suo ritiro dalla vita politica, in seguito alla rivelazione che, in qualità di ministro della Giustizia, aveva dato il suo consenso alla grazia di un condannato in un caso di criminalità infantile, grazia decisa dal presidente dell'Ungheria, Katalin Novák, a sua volta dimessasi.

## Biografia
Nata nel settembre 1980
a Miskolc, Judit Varga si è laureata con la lode nel 2004 presso la Facoltà di Giurisprudenza dell'Universitàdi Miskolc. Durante gli anni universitari è stata anche vicepresidente dell'affiliata Miskolc dell'Associazione degli studenti di giurisprudenza europei (ELSA), e nel 2003 ha studiato in Germania con una borsa di studio Erasmus. Durante i suoi studi, ha ricevuto diverse borse di studio della Repubblica ungherese.
Dopo la laurea, ha lavorato come avvocato tirocinante per lo studio legale internazionale fFreshfields, Bruckhaus, Deringer e Hogan & Hartson per due anni. Successivamente, è stata cancelliere presso il tribunale distrettuale centrale di Budapest e Pest fino al 2009, momento in cui ha anche superato l'esame legale con ottimi risultati.
Dal 2009 ha lavorato per nove anni come consigliere politico al Parlamento europeo, dove è stata membro del team di János Áder, eurodeputato e poi Presidente della Repubblica, per tre anni. Durante gli anni a Bruxelles e Strasburgo, ha acquisito una conoscenza dettagliata del funzionamento del sistema istituzionale e della legislazione dell'UE. 
In qualità di consigliere del Parlamento europeo, è stata coinvolta nel lavoro sulla legislazione ambientale, climatica e di salute pubblica e da allora è stata al centro della politica verde conservatrice. Oltre al suo lavoro a Bruxelles, ha completato la formazione presso il Robert Schuman Centre Florence School of Regulation Summer Training on Energy Law.
Il 22 maggio 2018, su proposta di Viktor Orbán, il presidente János Áder lo ha nominata segretario di Stato per le relazioni con l'UE. 
Dal 3 aprile 2022, con la nascita del quinto Governo Orbán, è l'unica donna ministro al suo interno.

## Vita privata
Varga era sposata con Péter Magyar, avvocato e politico e attualmente uno dei principali oppositori di Viktor Orban. Hanno tre figli. La coppia ha divorziato nel marzo 2023.